# Поролон

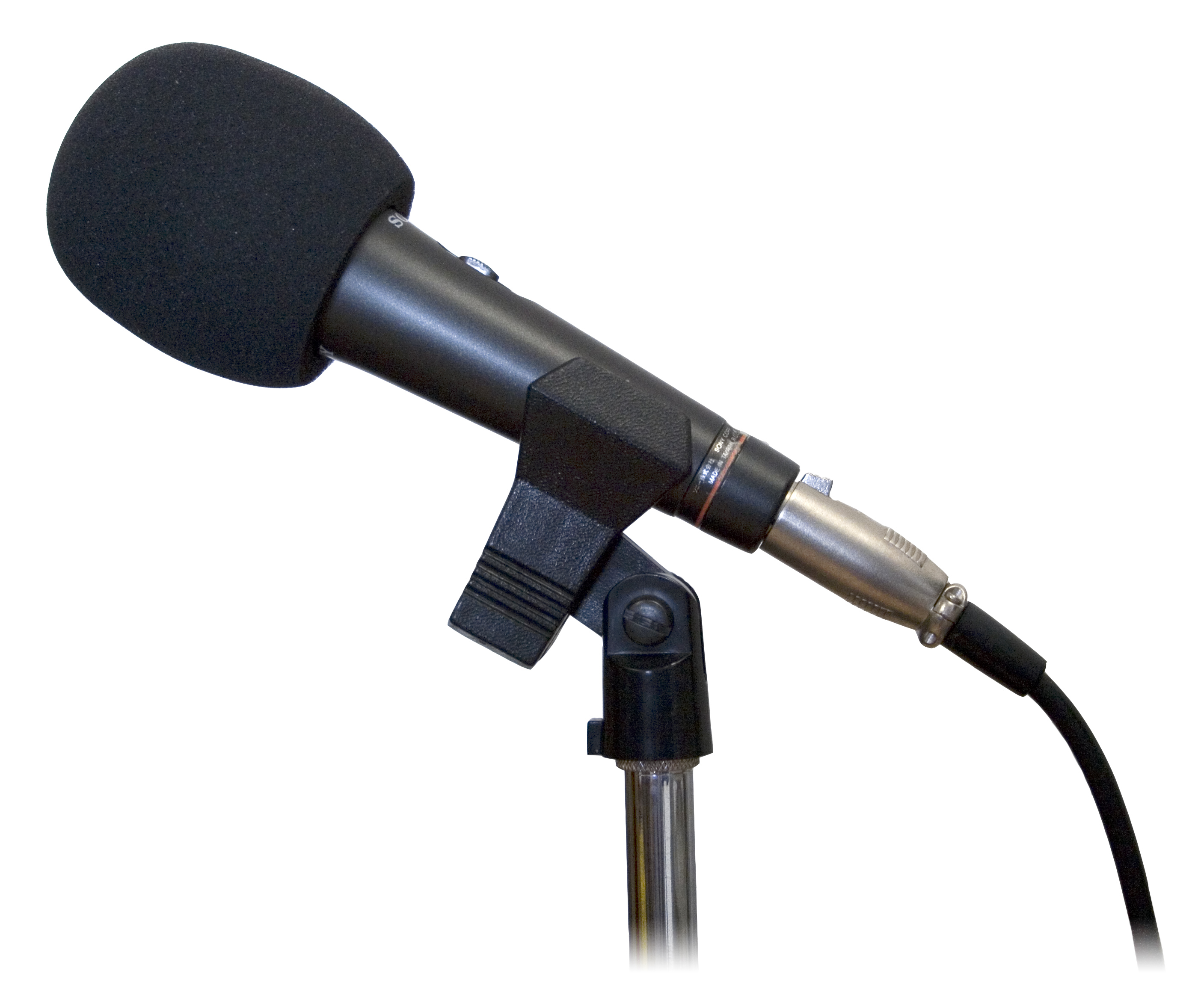
Микрофон с чёрной поролоновой ветрозащитой

Пороло́н (эпоним от норвежской фирмы Porolon AS, поставлявшей материал в СССР) — одна из ранних разновидностей эластичного пенополиуретана, мягкая полиуретановая пена, состоящая на 90 % из воздуха, широко использовалась как демпфирующий материал для придания упругости изделиям, и изредка — в электроизоляции. Благодаря мелкоячеистой структуре поролон обладает хорошими показателями эластичности и воздухопроницаемости, но низкой долговечностью.
Впервые поролон был получен в результате исследования побочного процесса вспенивания (изначально его рассматривали как нежелательный, так как он мешал получению монолитных материалов) при выработке твёрдых полиуретанов. Данный процесс привёл к появлению первых лабораторных образцов поролона в Германии в 1941 году.

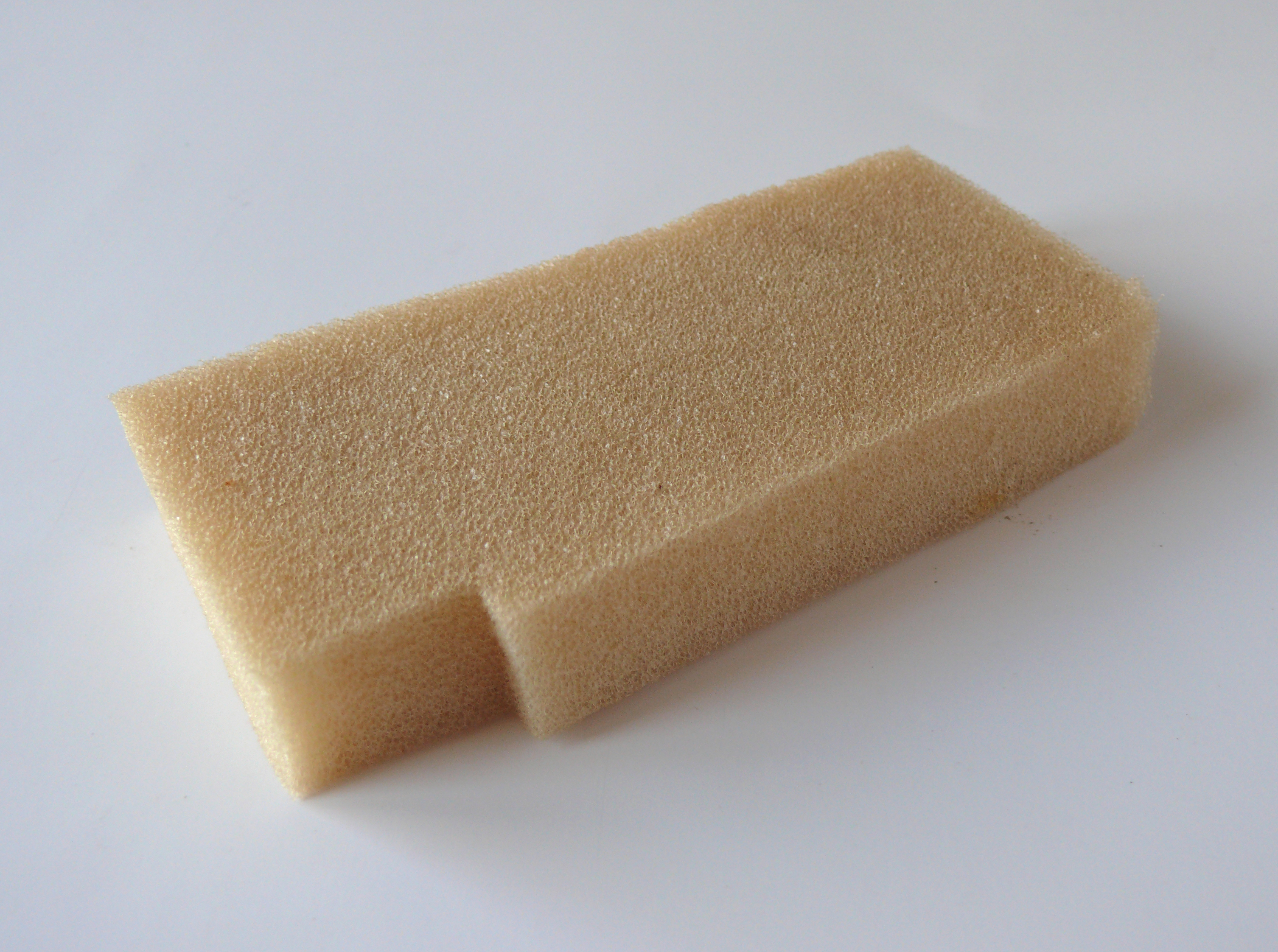
Поролон

Недостатком поролона является его относительно небольшая долговечность: очень старый поролон легко крошится, теряет упругость и слипается. Главный недостаток материала — его горючесть. При горении поролон обильно выделяет ядовитые газы и в случае пожара становится дополнительным источником опасности. Пожар в 2018 году в Кемерово стал возможен из-за горения поролоновых кубиков в игровом бассейне. С конца XX века распространение получили негорючие поролоны (производятся путём введения специальных добавок).
Применяется в качестве упаковочного материала, в губках для мытья посуды или тела, в качестве амортизирующего материала на наушниках, как набивка для мебели и мягких игрушек, для звукопоглощения.

## Способ производства
Высоковязкие расплавы (на основе полиуретанов (пенополиуретаны), полистирола (пенополистиролы), поливинилхлорида (пенополивинилхлориды) и полиолефинов (пенополиолефины), олигомеров и эластомеров) вспенивают за счет выделения газа при уменьшении давления или нагреве. Для примера, гранулы вспенивающегося полистирола (3-5 % пентана) преобразовываются в изделие при нагревании за счет свободного (частично ограниченного) вспенивания в закрытых формах. Пенополиуретаны вспениваются газообразными продуктами реакции поликонденсации полимера при заливке в формы (поролон) или напылении.